# Simone Cadamuro
Simone Cadamuro (San Donà di Piave, 28 giugno 1976) è un ex ciclista su strada italiano.
Professionista dal 2002 al 2009, conta dieci vittorie in carriera.

## Carriera
Da dilettante vince la Coppa Caivano nel 1999, il Memorial Vincenzo Mantovani, il Trofeo Pina e Mario Bazzigaluppi e il Gran Premio Industrie del Marmo nel 2000, la Milano-Busseto e la Vicenza-Bionde nel 2001.
Passa professionista nel 2002 con la De Nardi-Pasta Montegrappa. Vince una tappa al Giro di Slovacchia. La prima vittoria in una corsa abbastanza importante è avvenuta nel 2003 al Giro di Polonia. Il 2004 è l'anno migliore della sua carriera: da velocista di punta della De Nardi ottiene 3 vittorie, al GP di Doha, alla classica di Veenendaal e in una tappa del Tour of Qinghai Lake in Cina.
Nel 2005 la squadra diventa Domina Vacanze ed entra a far parte dell'UCI ProTour. Cadamuro vince una tappa all'Eneco Tour e si piazza quarto in una tappa al Giro d'Italia, in un'edizione in cui ha lavorato da ultimo uomo prima per Ivan Quaranta e poi per Mirco Lorenzetto. Negli anni successivi, prima con il Team Milram e poi con la Kio Ene-Tonazzi-DMT, ha ottenuto molti piazzamenti ma senza più riuscire a vincere.
Ha concluso la propria carriera professionistica il 28 giugno 2009; dopo il ritiro ha iniziato a svolgere l'attività di agente di recupero crediti.

## Palmarès
- 1996 (Dilettanti)

Gran Premio Città di Venezia
G.P. Achille Giorgini - Pioppa di Cesena
- 1998 (Dilettanti)

Gran Premio Roncolevà
- 1999 (Dilettanti)

Coppa Caivano
- 2000 (Dilettanti)

G.P. Industria Commercio Artigianato - Botticino Mattina
Circuito Castelnovese
Coppa Caduti Nervianesi
Targa d'Oro Città di Legnano
Trofeo Pina e Mario Bazzigaluppi
Gran Premio Industrie del Marmo
Memorial Vincenzo Mantovani
- 2001 (Dilettanti)

Circuito Silvanese
Coppa Caduti Buscatesi
Milano-Busseto
Trofeo Gino Visentini
Vicenza-Bionde
Gran Premio Calvatone
- 2002 (De Nardi-Pasta Montegrappa, una vittoria)

3ª tappa Okolo Slovenska
- 2003 (De Nardi-Colpack, due vittoria)

1ª tappa Giro di Polonia
3ª tappa Giro di Polonia
- 2004 (De Nardi, tre vittoria)

Doha International Grand Prix
Veenendaal-Veenendaal
3ª tappa Tour of Qinghai Lake
- 2005 (Domina Vacanze, una vittoria)

2ª tappa Eneco Tour
- 2007 (Kio Ene, una vittoria)

1ª tappa Flèche du Sud
- 2008 (Team Nippo-Endeka, una vittoria)

6ª tappa Tour de Serbie
7ª tappa Tour de Serbie

### Altri successi
- 2006 (Team Milram)

Classifica a punti Eneco Tour

## Piazzamenti

### Grandi Giri
- Giro d'Italia

2004: 120º
2005: ritirato (18ª tappa)
- Vuelta a España

2005: ritirato (5ª tappa)

### Classiche monumento
- Milano-Sanremo

2004: 167º